# Jacques Hardouin-Mansart
Pour les articles homonymes, voir Hardouin.
Jacques Hardouin-Mansart, comte de Sagonne, parlementaire et militaire français, né en 1677 et mort en 1762.

## Biographie
Second fils et dernier des cinq enfants du Premier architecte du roi, Jules Hardouin-Mansart (1646-1708) et d'Anne Bodin (1646-1738), Jacques Hardouin-Mansart naquit à Paris le 21 octobre 1677 et fut baptisé à la paroisse Saint-Paul, le 16 février 1678. Personnalité falote, il ne dut ses fonctions qu'à la fortune et la personnalité de son père. Celui-ci lui acquit en mai 1699, pour la somme de 98 000 livres, un office de conseiller au Parlement de Paris dont il se fit pourvoir le 23 du mois. Le peu d'estime au sein de ses homologues l'amena à abandonner cette charge pour celle, plus lucrative et gratifiante, de maître des requêtes ordinaire, acquise en avril 1705 pour 150 000 livres. Charge dont il se fit pourvoir par lettres de chancellerie du 27 décembre. Enfin, grâce au crédit de son père, il obtint de Louis XIV, en décembre 1707, la place d'intendant de la généralité de Moulins. Il ne gagna cette ville qu'en février 1708. Il fut démis de ses fonctions en août 1709, à la suite du mouvement général entamé par le roi dans le corps des intendants, mouvement faisant suite aux graves troubles survenus dans certaines provinces à cause des mauvaises récoltes entrainées par le terrible hiver précédent. Le comte ne revint à Paris qu'en mai 1710. Il s'engagea alors dans une carrière militaire, acquérant un régiment de mousquetaires qu'il hébergea dans la ferme du château de Sagonne (Cher).
L'ambition d'Hardouin-Mansart pour son dernier fils atteint son comble lorsque le 15 janvier 1701, il lui fit épouser Madeleine Bernard (1684-1716), fille du plus puissant banquier d'Europe d'alors, Samuel Bernard. Cette union fut considérée par les contemporains comme l'une des plus prestigieuses du moment. Le roi et plusieurs membres de la famille royale avaient signé au bas du contrat. Hélas, les deux époux ne s'entendirent pas et chacun mena sa vie de son côté. En 1702, le comte de Sagonne prit maîtresse en la personne de Guillemette Duguesny, dite plus tard Madeleine, épouse d'un commis aux vivres de Toulouse, Jean Maury. Samuel Bernard décida en octobre 1709 de mettre fin à la mascarade en formant une demande de séparations de biens qui fut prononcée en décembre suivant. Madeleine Bernard mourra en novembre 1716 de la petite vérole, sans enfants du comte.
Celui-ci eut en revanche avec sa maîtresse, cinq enfants dont deux subsistèrent, les architectes Jean Mansart de Jouy (1705-1783) et Jacques Hardouin-Mansart de Sagonne dit aussi de Lévy (1711-1778). Madeleine Duguesny profita de ces naissances pour former des prétentions sur la fortune de son amant, prétentions auxquelles s'opposeront successivement, jusqu'à la mort de celle-ci en 1753, Anne Bodin, veuve d'Hardouin-Mansart (morte en 1738), le financier Claude Lebas de Montargis, son gendre, époux de Catherine-Henriette Hardouin-Mansart, puis la fille de ces derniers, Anne-Charlotte, marquise d'Arpajon.
Le comte de Sagonne et Madeleine Duguesny tentèrent de régulariser leur situation et celle de leurs enfants par leur mariage le 29 novembre 1726 à Paris (et non en septembre 1720 comme on le prétend régulièrement). Hélas pour ces derniers, contrairement à aujourd'hui, le mariage des parents ne suffisaient pas à légitimer les enfants adultérins. Ces derniers devaient obtenir des lettres de légitimation du roi, lettres que Mansart de Sagonne s'efforcera, pour sa part, d'obtenir toute sa vie, sans succès : la descendance légitime d'Hardouin-Mansart, incarnée par Catherine-Henriette, y fera toujours obstacle. C'est pourquoi les biens du comte de Sagonne, à savoir l'hôtel parisien de la rue des Tournelles et la terre de Sagonne échurent à sa mort, le 27 octobre 1762, à la marquise d'Arpajon, puis à la mort de celle-ci en décembre 1767, à sa fille Anne-Claude-Louise, comtesse de Noailles (la fameuse « Madame l'Etiquette », dame d'honneur de la dauphine Marie-Antoinette).
Afin de ne pas confondre Jacques Hardouin-Mansart père et fils, on dénomme communément le premier, « comte de Sagonne » et le second, « Mansart de Sagonne ».